# Popillia chinensis
Popillia chinensis är en skalbaggsart som beskrevs av Frivaldsky 1890. Popillia chinensis ingår i släktet Popillia och familjen Rutelidae. Inga underarter finns listade i Catalogue of Life.